# Monte-Carlo Rolex Masters 2015
Monte-Carlo Rolex Masters 2015 — тенісний турнір, що проходив на ґрунтових кортах у місті Рокбрюн-Кап-Мартен, Франція з 13 квітня. Належав до категорії ATP World Tour Masters 1000, був турніром серії Мастерс Монте-Карло 2015 року.

## Фінальна частина

### Одиночний розряд
Новак Джокович —  Томаш Бердих 7–5, 4–6, 6–3

### Парний розряд
Боб Браян /  Майк Браян —  Сімоне Болеллі /  Фабіо Фоніні 7–6(7–3), 6–1